# Fontaine de Diane
 (juin 2022).
Si vous disposez d'ouvrages ou d'articles de référence ou si vous connaissez des sites web de qualité traitant du thème abordé ici, merci de compléter l'article en donnant les références utiles à sa vérifiabilité et en les liant à la section « Notes et références ».
La fontaine de Diane est une fontaine monumentale de 1907 de Giulio Moschetti, avec la collaboration de son fils sculpteur Mario Moschetti, située sur la Piazza Archimede à Syracuse.

## Histoire
La construction d'une fontaine a été commandée par la municipalité de Syracuse à la suite de la création de la Piazza Archimede en 1878. La décision de confier l'œuvre au sculpteur Giulio Moschetti est intervenue après l'excellent résultat obtenu avec la fontaine de Proserpine à Catane. Par délibération du 1er février 1906, le conseil municipal commanda les travaux après la présentation de l'esquisse préparatoire. Les travaux seront exécutés en dix mois, entre 1906 et 1907 pour la somme de 19000 lires.

## Description
La fontaine est orientée au sud et met en valeur la figure de Diane à l'arc et au chien, attributs de la déesse de la chasse, protectrice d'Ortygie à l'époque grecque. A ses pieds, Aréthuse qui s'allonge tandis que s'opère sa transformation en source. A côté, Alphée est stupéfait par ce qui arrive à sa bien-aimée. Au deuxième ordre, à l'intérieur de la vasque, quatre tritons chevauchant deux hippocampes et deux monstres marins planant sur les vagues. La belle vasque présente des masques et des blasons suivant un style de formes classique.
La fontaine a été construite en béton armé, à la fois pour un moindre coût mais aussi pour suivre la grande polyvalence que cette technique de construction permettait de mettre en œuvre.
En 1996, SOGEAS, une ancienne société de gestion des eaux de Syracuse, a financé la restauration de la fontaine.

## Curiosité
Comme on peut le voir sur une ancienne carte postale de la fontaine, avant la restauration de la place qui a supprimé les réverbères près du bassin, il y avait un dessin en forme d'étoile à douze branches avec des lignes courant le long des axes de la place. Cela montrait la véritable orientation de la fontaine.

## Galerie d'images

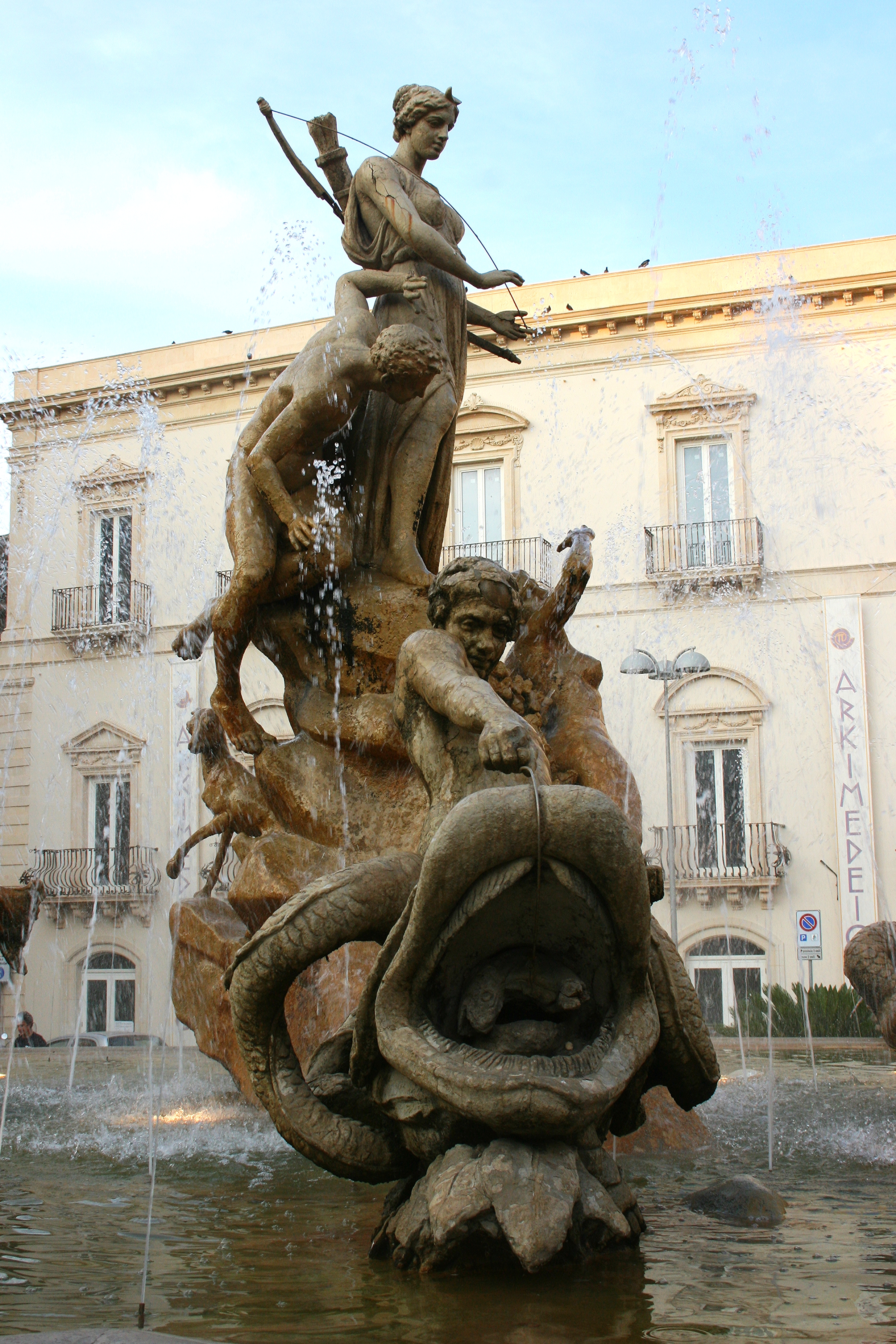
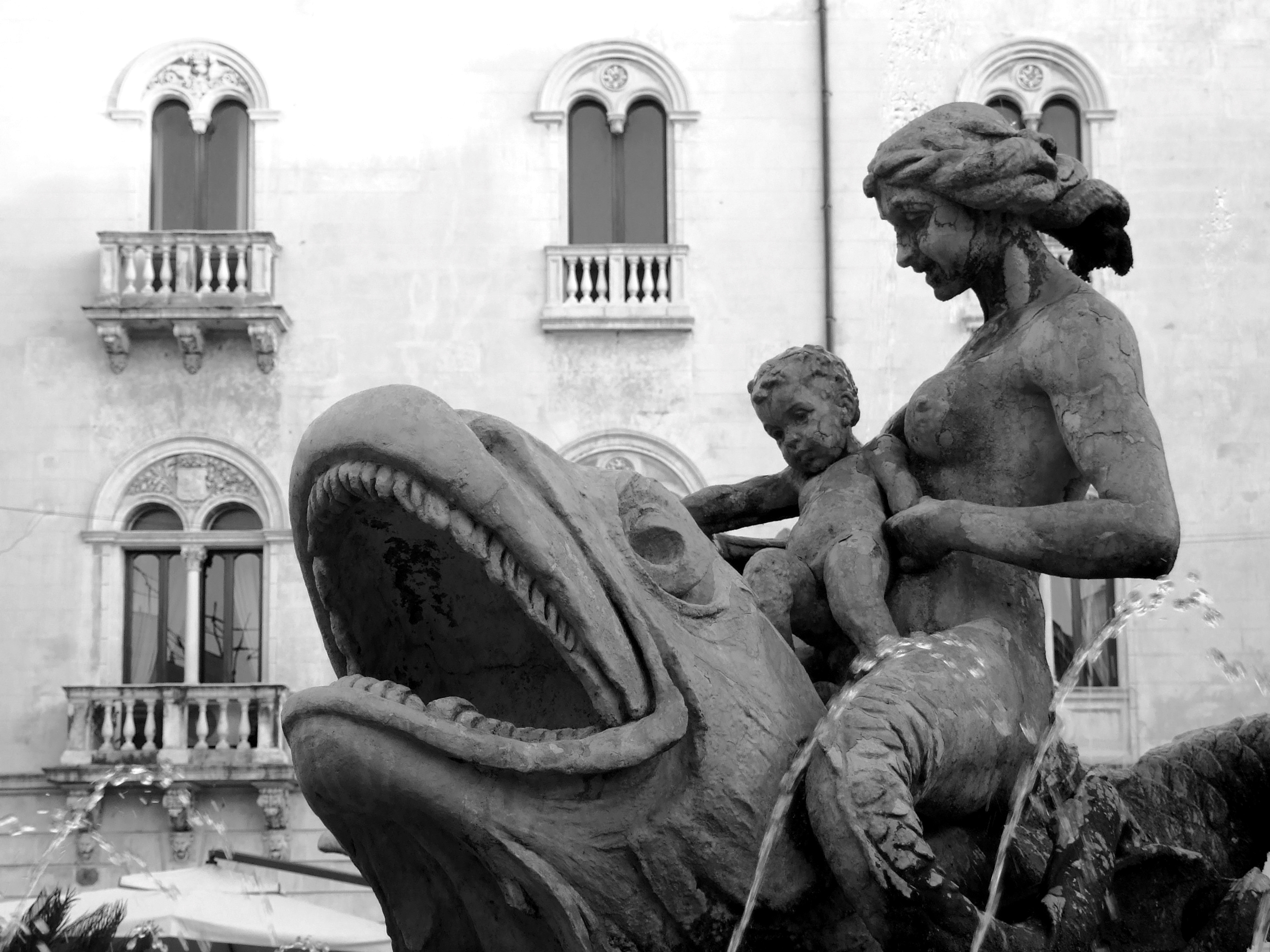
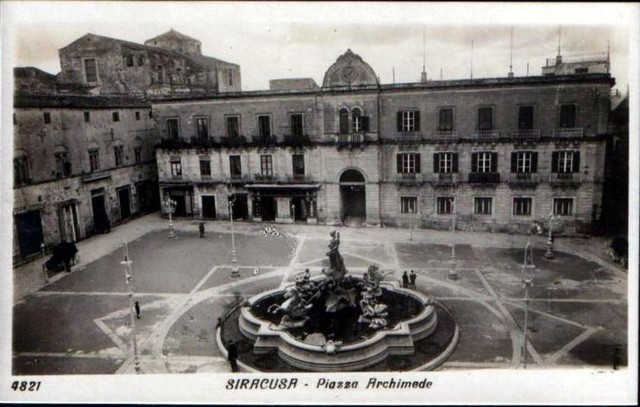